# Strumigenys micretes
Strumigenys micretes är en myrart som beskrevs av Brown 1959. Strumigenys micretes ingår i släktet Strumigenys och familjen myror. Inga underarter finns listade i Catalogue of Life.